# О мышах и людях (фильм, 1992)
«О мышах и людях» (англ. Of Mice And Men) — дебютный кинофильм режиссёра Гэри Синиза, вышедший на экраны в 1992 году. Экранизация одноимённой повести Джона Стейнбека.
Фильм участвовал в основном конкурсе 45-го Каннского кинофестиваля, однако наград не завоевал.

## Сюжет
Повесть, первоначально опубликованная в 1937 году, рассказывает о двух сезонных рабочих времен Великой депрессии в Америке. В 1980 году пьеса шла в Театре Степпенвулф в Чикаго с Джоном Малковичем и Гэри Синизом, повторившими свои роли в фильме.
Действие происходит в 1930 году. Джордж и Ленни скитаются по стране в поисках работы. Устраиваются на ферму. Джордж (Синиз) — сообразительный молодой человек, выражающийся редко, но метко. У него нет ни семьи, ни денег. Его единственный друг — Ленни (Малкович), простой парень с разумом ребёнка и силой быка. Ситуация становится драматической, когда Керли (Семашко), наглый сын хозяина фермы, начинает придираться к Ленни. Красивая и скучающая от одиночества жена Керли (Шерилин Фенн) крутится возле амбара, явно положив глаз на Джорджа.

## В ролях
- Джон Малкович — Ленни Смолл
- Гэри Синиз — Джордж Мильтон
- Рэй Уолстон — Кэнди
- Кейси Семашко — Кёрли
- Шерилин Фенн — жена Кёрли
- Джон Терри — Слим
- Ричард Риле — Карлсон
- Алексис Аркетт — Уитт